# Charaxes bernardiana
Charaxes bernardiana är en fjärilsart som beskrevs av Jacques Plantrou 1978. Charaxes bernardiana ingår i släktet Charaxes och familjen praktfjärilar. Inga underarter finns listade i Catalogue of Life.